# Slaget vid Zusmarshausen
Slaget vid Zusmarshausen var ett slag under Trettioåriga kriget som stod den 7 maj (g.s.) 1648 mellan en svensk-fransk styrka under ledning av Carl Gustaf Wrangel och Henri de la Tour d'Auvergne de Turenne och en kejserlig styrka under ledning av Peter Melander von Holzappel.
Den tysk-romerske kejsaren Ferdinand III hade efter många års krig hamnat i en ekonomisk kris och hans armé hade reducerats kraftigt. Trupperna tvingades till reträtt och de kunde inte genomföra några offensiver. Melanders styrka kunen 6 maj (g.s.) slog läger vid Zusmarshausen  beslöt Wrangel och Turenne att utnyttja tillfället och anföll nästa morgon med nio kavalleriregementen. Den kejserlige härföraren Melander vågade inte gå in i strid utan retirerade under det att Raimondo Montecuccoli fick täcka återtåget med 3 300 man. Under fyra timmar stod hårda strider och det hjälpte inte att den kejserliga styrkan förstärktes med 800 man under Melanders egen ledning. 2 000 kejserliga soldater stupade, Melander sårades och när han fördes från slagfältet träffades han av en dödande kula.
Följderna av slaget var finansiellt, militärt och framför allt psykologiskt förödande för den kejserliga sidan, även om det inte var någon av krigets större katastrofer. Den kejserliga sidan började tvivla på att den skulle vinna kriget och flera rådgivare var beredda att sluta fred, även om det skulle ske till ett högt pris. Det kom också att bli det sista stora slaget där svenska och kejserliga trupper möttes.